# Рюсся

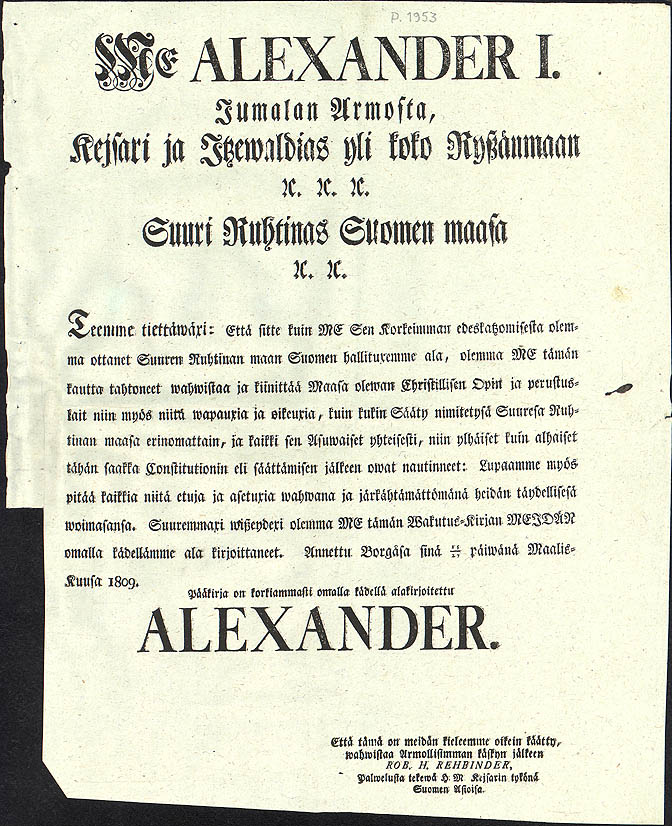
Титул Манифеста об устройстве Финляндии Александра I на финском языке. «Земля русская» переведено как Ryssänmaa (1809)

Рю́сся (фин. ryssä) — уничижительное по мнению Финляндской Ассоциации русскоязычных обществ (ФАРО) финское прозвище русских. В настоящее время слово употребляется в разговорном языке зачастую в отношении всех находящихся в Финляндии русскоговорящих, происходящих из бывшего СССР, порой включая детей от смешанных браков.

## История

### Происхождение
Нейтральное обозначение русских на финском языке — «веняляйнен» (фин. venäläinen). В. Н. Татищев (1686—1750) в 28 главе «Истории Российской» пишет: Фины Германянъ зовутъ Саксолайнъ, Шведовъ Роксолайнъ, Руских Веннелайнъ, себя Сомалайнъ, а единственно. Германїа Саксанъ, Швецїа Руоци, Финландїа Суома, Руссїа Веннема и пр.
«Рюсся», согласно финской этимологии, совершило замысловатый путь. Финское название Швеции, «Ruotsi», связано с названием Русь. Затем слово вернулось в Швецию в виде Ryssland (Россия) и ryss (русский). А оттуда в начале XVIII века — опять, в Финляндию, в форме ryssä и ryssäläinen.
Изначально такое прозвище употреблялось по отношению к православному населению (большей частью этнически карельскому) восточных областей Шведской империи, а также областей Карелии, находившихся под контролем Русского царства (например, Олонецкой Карелии) и не имело никакого уничижительного оттенка. В частности, коробейников-карел, которые вплоть до первой половины XX века активно вели мелочную торговлю по всей Финляндии, называли laukkuryssä или reppuryssä (laukku, reppu — «короб»).
Распространению слова способствовало то, что в шведском языке, который никогда не терял ведущего положение в Финляндии, русских называли и называют по сей день словом ryss (стилистически нейтральным); в говорах западной Финляндии, на которые более сильный отпечаток наложили сопредельные шведские говоры, слово ryssä пренебрежительного значения также не имеет.

### Приобретение уничижительного оттенка
Ещё в литературном финском языке XIX века слово было вполне нейтральным: так, в официальном финском переводе речи Александра I, произнесённой перед сеймом в 1809 году в Порвоо, титул самодержца звучит как «император и самодержец всей Ryssänmaa („земли русских, Русской земли“) и проч., и проч., и проч., Великий князь Финляндский и проч., и проч., и проч.» (фин. Kejsari ja Itzewaldias yli koko Ryssänmaan etc. etc. etc., Suuri Ruhtinas Suomen maasa etc. etc. etc.). Однако уже в XIX веке православная церковь Финляндии воспринимается финнами-лютеранами как ryssän kirkko, «русская церковь» — имперская церковь в противовес местной.
Уничижительное значение слово «рюсся» начало приобретать в конце XIX — начале XX веков на фоне проведения в Великом княжестве Финляндском насильственной политики русификации, встречавшей сопротивление со стороны финнов, и особенно после обретения Финляндией независимости, гражданской войны 1918 года и последующих событий. В исследовании «Россия-2017: три сценария» (2007), проведённого по заказу парламента Финляндии, впервые отмечается уничижительный оттенок этого слова:

Для белых было естественным называть своих красных противников «красными русскими/рюсся»… Гражданской войне необходимо было придать ореол освободительной войны, когда финны сражались за своё освобождение из-под российского сапога. Испытания гражданской войны из-за их трагичности и кровавости хотели одеть в одежды борьбы западной культуры против заклятого восточного врага.
…Красные оставались, конечно же, финляндцами, но они сбились с пути своей истинной сути и феннофильства под влиянием русских/рюсся. Итак, имелись все основания пуще прежнего ненавидеть настоящего злоумышленника, то есть «русских/рюсся»… В глазах идеологов Белой Финляндии Советская Россия и вместе с ней всё русское/рюсся являлись олицетворением зла.
Русский/«Рюсся» был грязным, коварным, порочным, скотским восточным варваром, который с незапамятных времён угрожал Финляндцу. Всё русское/рюсся служило своего рода зеркалом, в котором всё финляндское казалось чистым и прозрачным, стоящим на страже Западной цивилизации.

К моменту провозглашения независимости в трёхмиллионной Финляндии постоянно проживало лишь около 6 тыс. русских (0,2 % населения), однако уже к 1922 году в стране было официально зарегистрировано 33,5 тыс. бывших российских граждан (1,1 % населения). В 1930 году в финском парламенте даже поднимался вопрос о снятии с государственной дотации национального балета из-за засилья там русских («рюсся»).
Несмотря на то что свыше двух третей русских иммигрантов той волны в скором времени реэмигрировали в страны Европы и Америки, резко отрицательное отношение к русским не пропало, а усугубилось из-за советско-финских войн 1939—1940 и 1941—1944 годов и связанных с ними территориальных потерь Финляндии. Ойво Сююракки, пулемётчик созданной финнами «Карельской гвардии», вспоминает эпизоды Зимней войны — для него спустя 10—15 лет употребление «рюсся» вместо «веня» было, очевидно, привычным:

Кличка «русский/рюсся» на обложке пропагандистской брошюры «Рюмю-Ээту ryssän kauhu» («Рюмю-Ээту и русский кошмар») (Эркки Тантту, 1942)

Теперь за фронт отвечает гвардия. Русские об этом тоже каким-то образом узнали. Из-за поля слышится речь:
— Солдаты Карельской гвардии, мы знаем, что теперь вы здесь на фронте. Убивайте ваших мясников-офицеров, бросайте оружие и расходитесь по домам, пока непобедимая Красная Армия вас не перебила до последнего человека.
С удивлением глядим друг на друга.
— Ну, у нас планы другие, ещё посмотрим, кто кого…

Мы на передовой. Русские примерно в трёхстах метрах, за болотом.— 

## Современность
По свидетельству бывшего министра иностранных дел Эркки Туомиойа, финские политики стремились заиметь свой личный советский контакт в посольстве СССР для того, чтобы добиться карьерных преимуществ; «свой русский» на жаргоне назывался kotiryssä (буквально «свой русский»).
В середине-конце XX века параллельно с «рюсся» бытовало прилагательное neukku («советский», «совок», от фин. neuvosto — совет и Neuvostoliitto — СССР), однако если ещё в 1989-1990 годах шведско-датский видеофильм «Russian Ninja» распространялся в Финляндии под названием «Neukku Ninja», в дальнейшем, с распадом СССР, это слово практически вышло из употребления. Прозвище же «русак», напротив, получило второе дыхание, всё чаще прорываясь в обычно политкорректные СМИ страны (см. ниже).
Популярный коктейль Black Russian по-фински звучит как Musta Ryssä — «чёрный русак». Выражение «русская рулетка» переводится как ryssä rulettaa даже на сайте депутата Европарламента, несмотря на наличие политкорректного варианта.
От ryssä происходит бытующий в разговорном финском языке глагол ryssiä — «портить». В декабре 2011 года Этический совет по рекламе вынес порицание компании Hartwall за использование глагола ryssiä в рекламной кампании алкогольного напитка long drink Otto, где использовалась фраза «Uudistimme maun, mutta ryssimme tavutuksen», однако в Hartwall с этим не согласны и считают, что глагол ryssiä уже давно стал означать «терпеть неудачу» и носит нейтральный характер.
Помимо интернационального нейтрального термина «русофобия» в финском языке бо́льшее распространение получил другой термин — «рюссявиха» (ryssäviha), который можно перевести как «ненависть к русакам».
На сегодняшний день (2009) численность русскоязычной общины Финляндии, по официальным данным, более 45 тысяч человек (примерно 1 % населения страны), что более чем вдвое больше, чем десять лет назад. По-видимому, с этим отчасти связана и повысившаяся актуальность межэтнических проблем. В отчёте рабочей группы при Совещательной комиссии по этническим отношениям при министерстве труда Финляндии, в частности, отмечается:

Почти все отметили трудности русскоязычных детей в школе, связанные с их иностранным происхождением. Трудности возникали, в частности, в связи с оскорблениями (обзывали «русаком»), расизмом и предрассудками. Из опрошенных Эве Кюнтяйя (2002) русских, эстонцев и ингерманландских финнов многие не хотят или не решаются публично говорить по-русски, боясь, что их сочтут за преступников.— 
В 2013 году по результатам внутриведомственного расследования, проведенного в надворном суде Хельсинки, было выявлено, что судьи употребляли расистские выражения (в частности «рюсся») в перерывах, что было негативно оценено министром юстиции Анной-Майей Хенрикссон.
Выражение «рюсся» часто становится предметом скандала в финском обществе: в январе 2021 года, после инцидента на лыжной эстафете между российским лыжником Большуновым и финном Йони Мяки, президент Лапландского спортивного колледжа Мика Кулмала написал «Ryssä on ryssä» в своём твиттере, чем вызвал неоднозначную реакцию в финской интернет-среде.

### Мнения экспертов
В качестве докладчиков были приглашены известные учёные К. Кетола, В. Пууронен, П. Райттила, К. Либкинд, вплотную занимавшиеся проблемой особого отношения к русским — в историческом, социальном, социопсихологическом аспектах, глава Полицейского управления МВД Й. Тойванен, советник Управления народного образования Финляндии Л. Ниссиля, Уполномоченный по делам меньшинств Й. Суурпяя…
Й. Суурпяя озвучила несколько очень существенных моментов. Оскорбительное слово «рюсся» необходимо вывести из обращения: простительное для ветеранов (поскольку связано с их прошлым), оно живёт новой опасной жизнью в прессе, мелькает в речи подростков и отбивает у русскоязычных всякое желание общаться с финнами…
В. Пууронен дал обзор законодательного положения основных языковых меньшинств Финляндии и провёл краткий исторический экскурс: «русоненавистничество» началось не во время Северной войны и т. н. «великой ненависти», и даже не в период пресловутой «русификации», а вскоре после получения независимости, в 1917-18 году. Использование слова «рюсся» связано с чувством национального превосходства. Именно поэтому оно наследуется из поколения в поколение.
— «Спектр», № 1, 2008 год, с. 8

У финнов тройственное отношение к русскости: общая военная история, русская культура и русский менталитет. Ко всему этому финн относится эмоционально — иногда даже слишком — за и против. Русский никогда не оставит финна равнодушным. «Рюсся — он всегда рюсся, хоть в масле изжарь», — фраза, которая отражает явную ненависть к русскости, но было бы очень странно, если этого можно было бы избежать.
— Арто Паасилинна, писатель

### Цитаты из СМИ
Такая практика напоминает полицейским, служащим в органах безопасности, ситуацию 20—30-летней давности, когда сотрудники тогдашних советских тайных институтов поддерживали регулярные связи с финляндскими политиками. В те годы говорили о «родных рюсся» (рюсся — оскорбительное финское название русского, что-то вроде «москаль» — прим. перев.)… Явление это по масштабам значительно меньше, чем в годы разгула «родных рюсся», когда финляндские политики хвастались тем, у кого из них более влиятельный «домашний совок», с которым можно доверительно пошептаться на щекотливые темы.— Turun Sanomat, 21 ноября 2005

Меня обзывали «рюсся» (это пренебрежительное прозвище русских) и били, — рассказывает Яни Вялитало. — Когда я спрашивал: «За что?», отвечали: «Так у нас же с русскими война была. А у тебя мать русская». <…> Не так давно «национальный вопрос» дошёл до суда. Житель Лахти подал иск на своего работодателя за то, что тот назвал его сына «рюсся». Работодателя обязали выплатить крупную компенсацию.— Известия, 15 марта 2006

Вдруг в бар ввалилась компания, явно настроенная на шумное веселье. Финские ребята уже явно перебрали где-то… «Куда ни придёшь, везде эти „рюсся“», — один из вошедших явно хотел задеть «чужаков», употребив хорошо здесь известное словечко. По-шведски «рюсся» — всего лишь «русский», нейтральное по смыслу обозначение национальности. Но, перекочевав в финский, оно получило статус ругательства — оскорбления.— Труд, № 192, 14 октября 2005

Но особенно достаётся детям в финских школах, ведь маленьким гражданам чужда дипломатия и они говорят, что думают. Очень грустно, когда ребёнок, нередко даже имеющий финское гражданство, приходит домой в слезах, и говорит маме: «Почему меня называют „рюсся“?». Только из-за того, что кто-то из родителей русскоязычный. Некоторые финны признались нам, как в школьную бытность тоже сильно страдали из-за того, что мама была русская, или, например, родители дали русское имя. Признались, что, зная о существующей русофобии, не решаются говорить об этом вопросе открыто. Конечно, ведь такое чревато неприятностями — мы убедились в этом на собственном опыте.— Lenizdat.ru, 31 марта 2006

## Комментарии
1. ↑  В финском языке обычно нет согласных в конце слова, и все заимствованные слова получают «гласную-довесок». Пример: bank — pankki, post — posti, bus — bussi.